# Walliser Schillergras
Das Walliser Schillergras (Koeleria vallesiana), auch Walliser Kammschmiele genannt, ist eine Pflanzenart aus der Gattung Schillergräser (Koeleria) und damit der  Familie der Süßgräser (Poaceae).

## Beschreibung

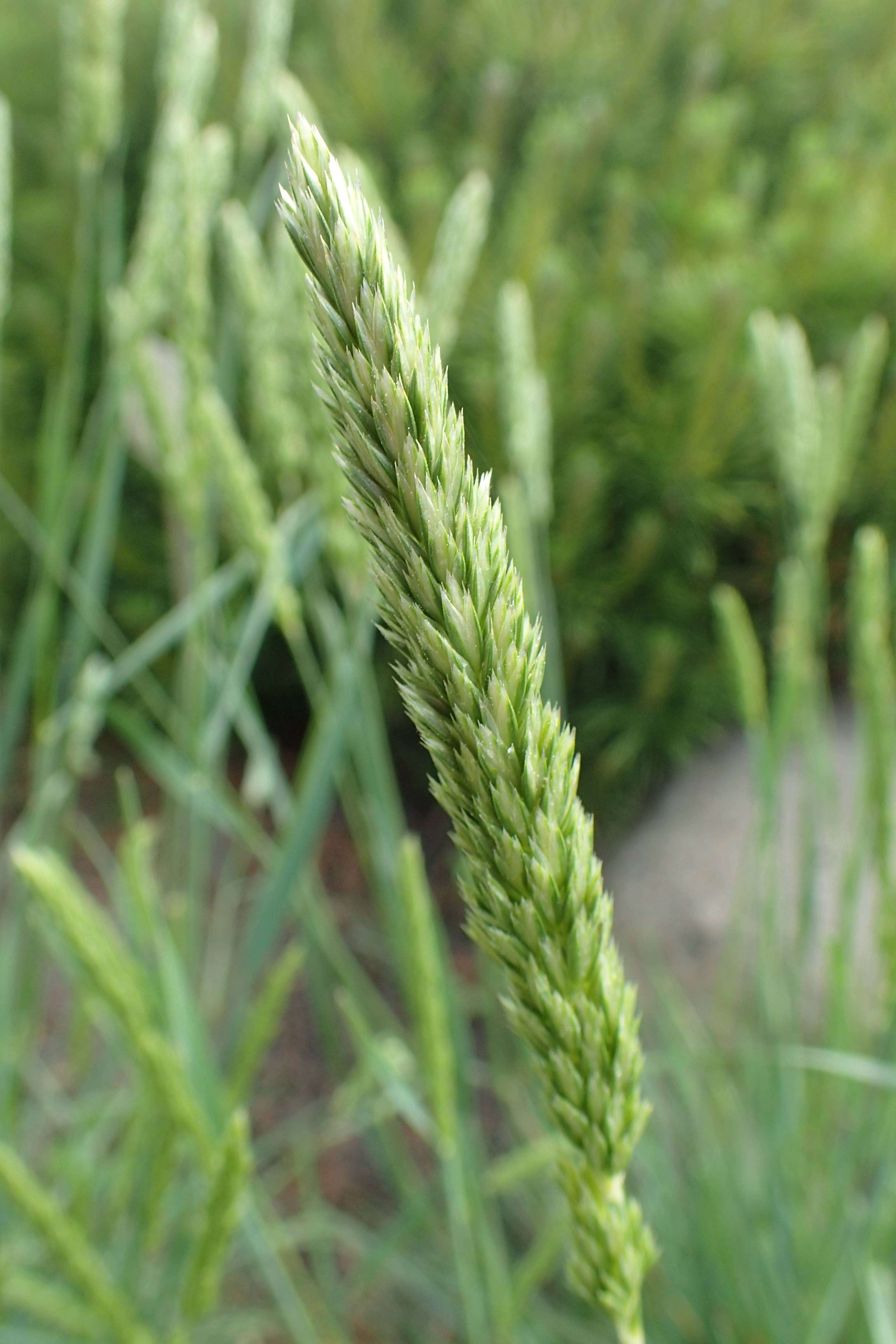
Blütenstand

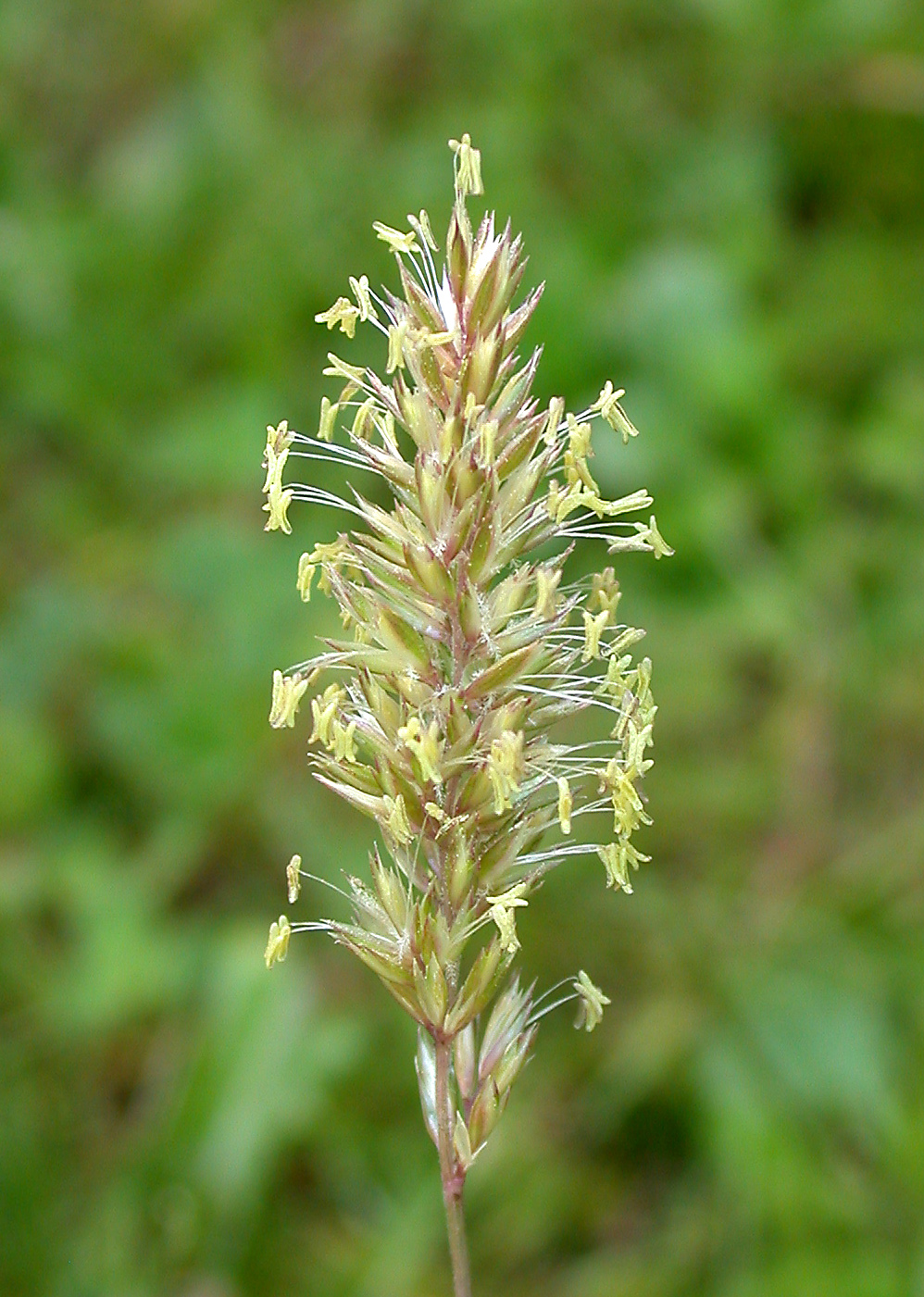
Walliser Schillergras in voller Blüte

### Vegetative Merkmale
Das Walliser Schillergras ist ein ausdauerndes Gras, das dichte, harte Horste bildet mit kurzen unterirdischen Ausläufern und zahlreichen Erneuerungssprossen. Die Erneuerungssprosse sind zu 2–3 gemeinsam von zahlreichen zerfasernden Blattscheiden umgeben, deren Fasern einander kreuzen und ein enges Netz bilden. Die Halme sind 10–40 Zentimeter hoch, aufrecht und nur unter der Rispe kurz behaart, seltener in der ganzen Länge dicht zottig behaart. Das Blatthäutchen ist 0,5–1 Millimeter lang, kragenförmig und kahl. Die Blattspreiten der Erneuerungssprosse sind 3–12 Zentimeter lang, borstenförmig eingerollt, die der Halmblätter flach ausgebreitet und dann 2 Millimeter breit.

### Generative Merkmale
Die Blütenrispe ist 2–7 Zentimeter lang und 6–12 Millimeter breit, dicht, zusammengezogen, walzenförmig, grünlich-weiß, oft violett überlaufen, glänzend, am Grunde nicht unterbrochen; ihre Hauptachse ist zottig behaart. Die Ährchen sind 2–5-blütig, 4–6(–8) Millimeter lang. Die Hüllspelzen sind untereinander fast gleich, die untere einnervig, die obere dreinervig. Die Deckspelzen sind dreinervig, 4–6 Millimeter lang, lanzettlich, zugespitzt mit weißlich durchsichtigem Rand. Die Vorspelzen sind zweinervig, 3,5–4,5 Millimeter lang. Die Staubbeutel sind 2–2,5 Millimeter lang.
Die Blütezeit ist Mai bis Juni, seltener bis August.
Die Chromosomenzahl ist 2n = 14, 28, 40 oder 42.

## Verbreitung
Das Walliser Schillergras kommt von Westeuropa und dem westlichen Mitteleuropa bis Nordwestafrika vor. Es hat Vorkommen in Marokko, Algerien, Tunesien, Portugal, Spanien, Frankreich, Großbritannien, Deutschland, die Schweiz und Italien. In Deutschland gedeiht es an der Nordgrenze der Verbreitung und kommt nur auf dem Rotenberg bei Nackenheim, dazu aber auch im Elsaß bei Rouffach vor. Die Art steigt im Kanton Wallis am Creux du Boet bei Saillon bis zu 2080 Meter Meereshöhe auf.
Die ökologischen Zeigerwerte nach Landolt et al. 2010 sind in der Schweiz: Feuchtezahl F = 1 (sehr trocken), Lichtzahl L = 5 (sehr hell), Reaktionszahl R = 4 (neutral bis basisch), Temperaturzahl T = 4 (kollin), Nährstoffzahl N = 1 (sehr nährstoffarm), Kontinentalitätszahl K = 5 (kontinental).

## Ökologie
Die Walliser Kammschmiele kommt in lückigen Trockenrasen, an felsigen Hängen auf warm-trockenen, mageren, kalkreichen, milden, humosen, meist flachgründigen, steinigen Lehmböden vor. Sie ist eine Charakterart des Verbands Xerobromion.

## Taxonomie und Systematik
Das Walliser Schillergras wurde 1782 von Gerhard August Honckeny als Poa vallesiana in Vollständiges Systematisches Verzeichniss aller Gewächse Teutschlandes..., S. 222 erstbeschrieben. Jean Gaudin hat sie 18018 in Alpina Band 3. S. 47 als Koeleria vallesiana in die Gattung Koeleria gestellt. Synonyme für Koeleria vallesiana (Honck.) Gaudin sind: Aira vallesiana (Honck.) All., Airochloa vallesiana (Honck.) Link und Koeleria setacea var. glabra Godr.
Man kann folgende Unterarten unterscheiden:
- Koeleria vallesiana subsp. alpicola (Gren. & Godr.) Asch. & Graebn.: Sie kommt in Spanien, Frankreich, Italien und in der Schweiz vor.[3] Bei ihr sind die Halme im oberen Teil oder in ganzer Länge dicht und lang zottig behaart. Die Chromosomenzahl ist 2n = 42.[4]
- Koeleria vallesiana subsp. castellana (Boiss. & Reut.) Domin: Sie kommt nur in Spanien vor.[3]
- Koeleria vallesiana subsp. vallesiana.